# Donnie Hamzik
Donnie Hamzik es un baterista estadounidense nacido en Binghamton, Nueva York, popular por su trabajo con la banda de heavy metal Manowar. Fue descubierto por Joey DeMaio en el club Agora Ballroom de Hollywood, Florida, cuando un amigo de ambos lo invitó a ver tocar a Donnie. Un año después, Hamzik ingresó oficialmente en la banda para la grabación del álbum debut Battle Hymns.
Donnie abandonó la agrupación en 1983 y fue reemplazado por Scott Columbus. En 2009 regresó a la banda.

## Discografía
- 1982 - Battle Hymns
- 2009 - Thunder in the Sky (EP)
- 2010 - Battle Hymns MMXI
- 2012 - The Lord of Steel